# 国民議会 (カーボベルデ)
国民議会（こくみんぎかい、ポルトガル語: Assembleia Nacional）は、カーボベルデ共和国の議会。立法府としての権能を持ち、首相の指名権を持つ。

## 歴史

### 人民国民議会（1975-1991年）
カーボベルデがポルトガルから独立した1975年、立法府として人民国民議会（ポルトガル語: Assembleia Nacional Popular）が設立された。当時のカーボベルデはギニア・カーボベルデ独立アフリカ党（PAIGC）の一党制のもとにあり、それは1981年にPAIGCがカーボベルデ独立アフリカ党（PAICV）と改称した後も同様だった。
選挙は行われていたものの、人民国民議会の議席は唯一政党PAICVにより独占されていた。しかしPAICVの一党制に対する不満が高まり、1990年2月に複数政党制が導入されることになった。

### 国民議会（1991年-現在）
人民国民議会は国民議会に改称され、1991年1月13日には初めてPAICV以外の政党も参加する総選挙が行われた。この選挙ではPAICVの一党制に反発する勢力によって結党された民主運動（MpD）が勝利し、以後カーボベルデの国民議会選挙は複数政党制のもとで民主的に行われるようになっている。

## 国民議会の解散
国民議会の解散は、以下のような場合に行われる。形式的には大統領によって解散が宣言される。
- 政府に対する信任案が2度否決される。
- 政府に対する検閲案が4度にわたり可決される。
- 国民議会が、民主的な政治運営を害するほどの機能不全に陥る。

一方、以下のような場合は国民議会を解散することができない。
- 総選挙が行われた日から12ヶ月以内。
- 大統領の任期満了の前年。
- 非常事態下、および非常事態終了後30日以内。
- 政府への信任案または検閲案が提出された後、およびそれらの投票が行われてから10日以内。

## 選挙
国民議会選挙はドント方式の政党名簿比例代表に基づいて行われる。憲法規定によれば、定数は最低でも60議席、最大で72議席と定められている（2009年現在、72議席で運営）。うち6議席は在外カーボベルデ人の代表者に割り当てられている。議員の任期は5年。選挙権、被選挙権ともに18歳以上のカーボベルデ人に与えられる。

## 最近の選挙動向
| 政党名                            | 得票数  | 得票率 | 獲得議席 |
| --------------------------------- | ------- | ------ | -------- |
| 民主運動（MpD）                   | 110,121 | 50.02  | 38       |
| カーボベルデ独立アフリカ党(PAICV) | 87,063  | 39.55  | 30       |
| 民主独立カーボベルデ連合（UCID）  | 19,834  | 9.01   | 4        |
| 労働連帯党（PTS）                 | 2,088   | 0.95   | 0        |
| 人民党（PP）                      | 756     | 0.34   | 0        |
| 社会民主党（PSD）                 | 271     | 0.12   | 0        |
| 白票および無効票                  | 5,509   | -      | -        |
| 合計                              | 225,642 | 100.00 | 72       |
| 出典：CNE                         |         |        |          |

有権者数：39万2899人、投票率：57.43%